# Legaltech
Legaltech (em português, tecnologia jurídica) é o termo utilizado para descrever o uso de tecnologia e software para apoiar, otimizar ou transformar a prestação de serviços jurídicos. A digitalização dos processos jurídicos, como a implementação do peticionamento eletrônico e a criação de tribunais digitais, tem impulsionado a modernização do setor jurídico no Brasil. Com mais de 1,2 mil cursos de Direito e um contingente de 1,3 milhão de advogados ativos, torna-se essencial a adoção de soluções que melhorem a eficiência e competitividade no setor.

## Panorama do setor no Brasil
O Brasil possui um dos maiores sistemas judiciários do mundo, com cerca de 84 milhões de processos em tramitação e mais de 1,3 milhão de advogados registrados. Esse cenário tem fomentado o surgimento de startups jurídicas que buscam soluções tecnológicas para otimizar a prática do Direito. A Associação Brasileira de Lawtechs e Legaltechs (AB2L), criada em 2017, já conta com centenas de empresas associadas, refletindo o crescimento exponencial do setor nos últimos anos.

## Categoria das legaltechs
As legaltechs brasileiras atuam em diversas áreas, sendo classificadas em categorias como:
- Automação e Gestão de Documentos: Plataformas que automatizam a criação e gerenciamento de documentos jurídicos.[7]
- Analytics e Jurimetria: Ferramentas que analisam grandes volumes de dados judiciais para identificar padrões e auxiliar na tomada de decisões.[8]
- Resolução de Conflitos Online: Sistemas que facilitam a mediação e arbitragem de disputas pela internet.[9]

- Gestão de Escritórios e Departamentos Jurídicos: Softwares que auxiliam na administração de escritórios de advocacia e departamentos jurídicos corporativos.[10]

## Exemplos de legaltechs brasileiras
- Jusbrasil: Fundado em 2008, é a maior legaltech do Brasil, investida dos fundos Monashees, SoftBank e Warburg Pincus. Já foi mencionado como referência em pesquisa de jurisprudência pelo CNJ. Em 2024, lançou o JusIA, ferramenta de inteligência artificial voltada ao setor jurídico, desenvolvida em parceria com a Maritaca AI, empresa especializada em customização de modelos de linguagem para domínios específicos. O JusIA foi treinado com mais de 1,2 bilhão de documentos jurídicos brasileiros e fornece respostas fundamentadas em normas, jurisprudências e decisões oficiais. [11][12][13]
- Legalcloud: Fundada em 2016 no Rio de Janeiro, a Legalcloud é uma lawtech brasileira especializada em soluções tecnológicas para a rotina jurídica. Sua plataforma oferece ferramentas como a Calculadora de Prazos Processuais, monitoramento de andamentos processuais, redação de peças com inteligência artificial e outras funcionalidades voltadas à produtividade de advogados e escritórios de advocacia. Com mais de 200 mil usuários, a Legalcloud é reconhecida por sua eficiência e precisão.
- DeltaAI: Fundada em 2024 por Patrícia Carvalho e Alisson Santos, a DeltaAI atua na prevenção de litígios com foco em grandes empresas. Sua plataforma utiliza inteligência artificial e jurimetria para analisar dados de processos, interações com clientes e padrões judiciais, permitindo que empresas identifiquem pontos de atrito antes que virem ações judiciais. A startup surgiu da experiência da fundadora anterior com a Forum Hub e ganhou destaque por transformar uma cultura reativa (baseada na judicialização) em uma abordagem proativa e estratégica.[14]
- Docket: Considerada uma das maiores legaltechs do Brasil, a Docket oferece uma plataforma que utiliza inteligência artificial para emissão, extração e interpretação de documentos públicos, reduzindo em até 73% o tempo de análise de certidões.[15]
- Escavador: Fundada em 2014, a Escavador é uma plataforma que utiliza IA para realizar pesquisas jurídicas em bancos de dados públicos, monitorando mais de 569 sistemas de tribunais e incorporando milhões de processos judiciais à sua base de dados.[16]
- LawX: A LawX desenvolveu 35 ferramentas de IA que auxiliam advogados na automação de tarefas administrativas, elaboração de peças jurídicas e gestão de escritórios, tornando os serviços jurídicos mais acessíveis e eficientes.[17]
- Juridoc: Criada em 2017, a Juridoc oferece uma plataforma jurídica que permite a pequenas e médias empresas gerar documentos jurídicos personalizados de forma 100% online, utilizando IA em parceria com a IBM Watson.[18]

## Desafios e perspectivas
Apesar do crescimento, as legaltechs brasileiras enfrentam desafios regulatórios, especialmente relacionados às normas da Ordem dos Advogados do Brasil (OAB), que por vezes limitam a atuação dessas empresas sob a justificativa de captação indevida de clientela ou exercício ilegal da advocacia. No entanto, a demanda por soluções tecnológicas no setor jurídico continua a crescer, impulsionada pela necessidade de maior eficiência, transparência e acesso à justiça.